# Tšeka komissar Miroštšenko
Tšeka komissar Miroštšenko (zu deutsch Tscheka-Kommissar Miroschtschenko) ist der Titel eines estnischen Stummfilms aus dem Jahr 1925. Der Film wurde auch unter dem Alternativtitel Tšekist Miroštšenko („Der Tschekist Miroschtschenko“) bekannt.

## Produktionsnotizen
Regisseur des Dramas war der deutsche Regisseur Paul Sehnert. Die Titelrolle spielte der estnische Schauspieler Mihkel Lepper.
Daneben waren in dem Film zwei bekannte estnische Sportler zu sehen: der estnische Ringer und Olympiasieger Eduard Pütsep und der Gewichtheber Kalju Raag. Beide spielten auch in der ein Jahr zuvor gedrehten estnischen Filmkomödie Õnnelik korterikriisi lahendus (Regie: Konstantin Märska) mit.